# Valor de reposición
Se denomina valor de reposición de un bien material usado al importe monetario que se debería pagar por su adquisición si en un momento dado se decidiera su compra. Este importe está siempre sujeto a la antigüedad del bien, a su estado de desgaste o conservación y a la ley de la oferta y la demanda.
El valor de reposición de un bien lo determina o tasa un perito tras efectuar el pertinente estudio de mercado y verificar antigüedad y estado de uso del bien objeto de tasación.
No se debe caer en el error de confundir valor de reposición con valor venal, puesto que siendo situaciones similares están diferenciadas por un margen comercial.
- Datos: Q356950